# Henry Ragas

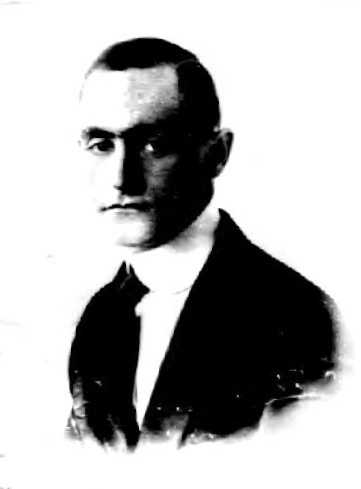
Henry Ragas.

Henry W. Ragas, född 1 januari 1897, död 18 februari 1919, var en amerikansk jazzpianist. 
Ragas hade i New Orleans spelat i olika grupper tillsammans med trumslagaren Johnny Stein och värvades av denne till det engagemang Stein 1916 fått att spela med en kvintett i Chicago. Gruppen, som ursprungligen hette Stein's Band From Dixie kom att utgöra kärnan till den grupp som senare blev känd som Original Dixieland Jazz Band (ODJB). 
Ragas var ODJB:s pianist vid de publika genombrotten i Chicago och New York 1916-17 och medverkade på bandets samtliga tidiga skivinspelningar för Victor, Columbia och Aeolian Vocalion. Av de melodier som spelades in under denna period står Ragas som ensam kompositör till Bluin' The Blues samt som medkompositör till Clarinet Marmelade och Lazy Daddy, uppgifter som dock bör tas med en nypa salt eftersom medlemmarna i bandet stundtals drog lott om upphovsrätten till kollektivt framarbetade nummer.
Under slutet av 1918 hemsöktes USA av en stor influensaepidemi, spanska sjukan, och Ragas insjuknade i den och dog i februari påföljande år. Han efterlämnade en hustrun Bertha. Ragas begravdes i New Orleans och efterträddes i ODJB av ragtimepianisten och kompositören J. Russell Robinson.